# Tobias Ludvigsson

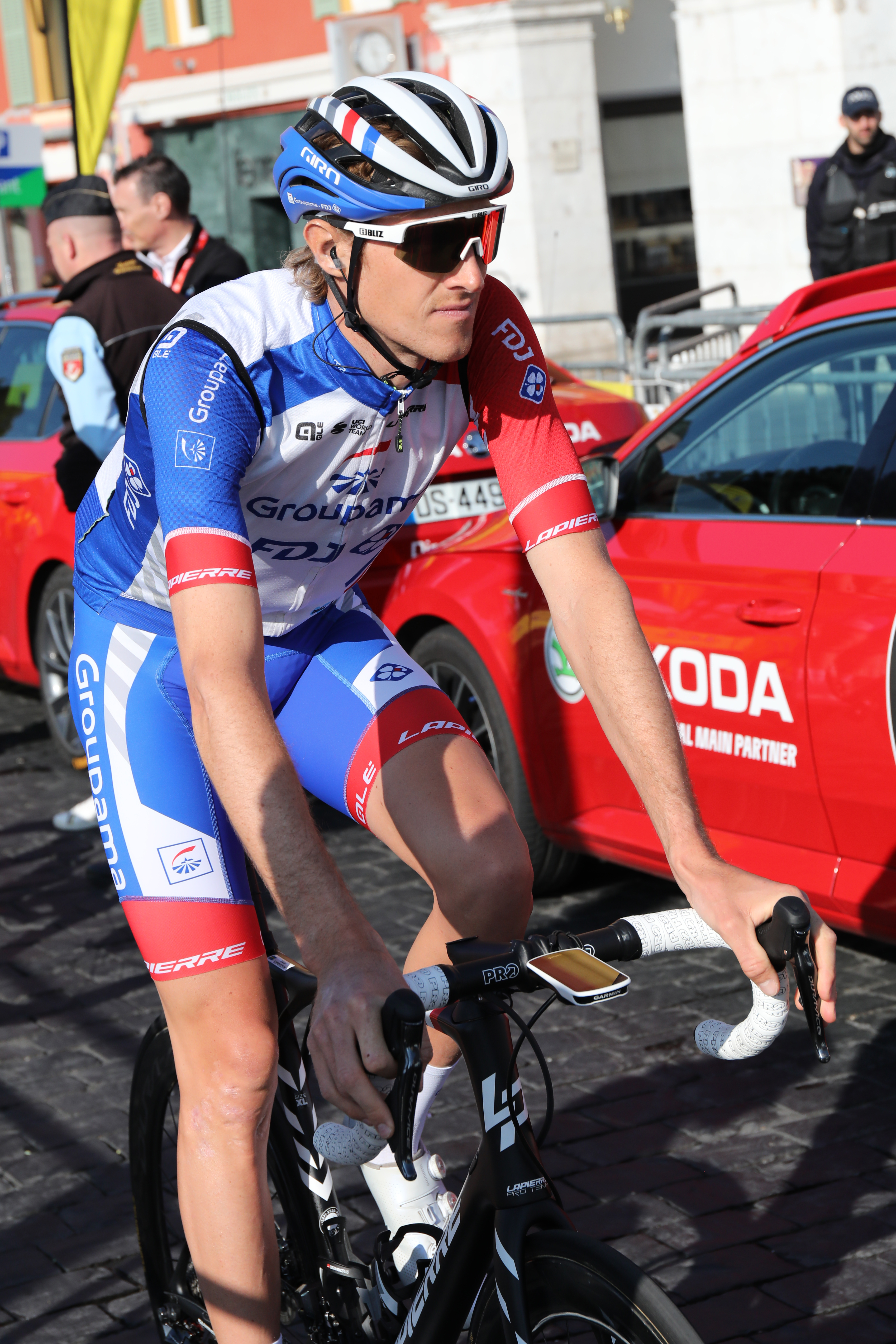
Tobias Ludvigsson bei Paris–Nizza 2020

Tobias Ludvigsson (* 22. Februar 1991 in Huskvarna) ist ein schwedischer Radrennfahrer.

## Karriere

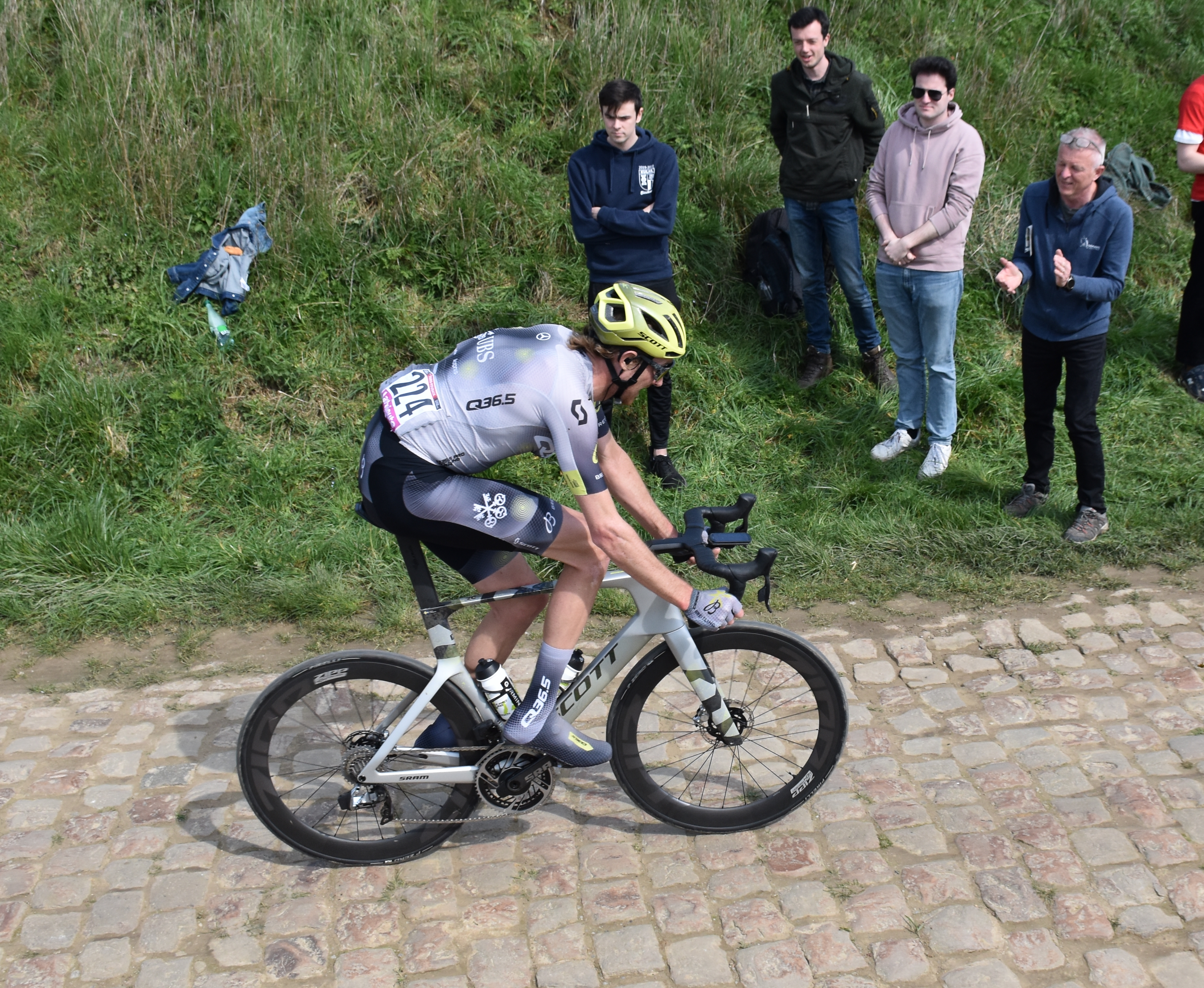
Paris-Roubaix 2023 - Pavé de Quiévy à Saint-Python - N° 2 24 Tobias Ludvigsson.

Tobias Ludvigsson begann seine Karriere im Mountainbikesport. 2008 wurde er auf dem Mountainbike schwedischer Meister im Cross Country und im Einzelzeitfahren der Junioren und in der Staffel. Bei der Mountainbike-Europameisterschaft 2009 in Zoetermeer gewann er mit dem schwedischen Team die Goldmedaille in der Staffel.
Auf der Straße wurde Ludvigsson 2008 nationaler Meister im Einzelzeitfahren der Juniorenklasse. Im Folgejahr konnte er diesen Titel verteidigen. Außerdem wurde er 2009 bei der Junioren-Weltmeisterschaft Achter im Straßenrennen. Zur Saison 2011 wurde er Mitglied im schwedischen UCI Continental Team Cykelcity, um sich vollends dem Straßenradsport zuzuwenden. Für das Team gewann er im ersten Jahr auf der Straße den Prolog bei der Tour de Normandie und eine Etappe der Thüringen-Rundfahrt.
Noch im gleichen Jahr erhielt Ludvigsson die Möglichkeit, als Stagaire für das damalige Team Skil-Shimano zu fahren. Zur Saison 2012 wurde er festes Mitglied im Team, bei dem er fünf Jahre blieb. In dieser Zeit nahm er sechsmal an einer Grand Tour, sein bestes Einzelergebnis war ein dritter Platz im Einzelzeitfahren auf der 19. Etappe der Vuelta a España 2016. Den einzigen und bisher auch letzten internationalen Erfolg seiner Karriere erzielte er bei der Étoile de Bessèges 2014, als er mit dem Sieg beim Einzelzeitfahren auf der letzten Etappe auch noch die Gesamtwertung für sich entscheiden konnte.
Zur Saison 2017 wechselte Ludvigsson zum UCI WorldTeam Groupama-FDJ. Für sein neues Team nimmt er vorrangig Helferaufgaben wahr, unter anderem bei sieben weiteren Grand Tour-Teilnahmen. Auf nationaler Ebene wurde er von 2017 bis 2019 dreimal in Folge Schwedischer Meister im Einzelzeitfahren, international blieb er ohne zählbare Erfolge.
Nach sechs Jahren bei Groupama-FDJ verließ Ludvigsson zur Saison 2023 das Team und wurde Mitglied im Q36.5 Pro Cycling Team.

## Erfolge – Straße
2008
- Schwedischer Meister – Einzelzeitfahren (Junioren)

2009
- Schwedischer Meister – Einzelzeitfahren (Junioren)

2011
- eine Etappe Tour de Normandie (Prolog)
- eine Etappe Thüringen-Rundfahrt

2012
- Schwedischer Meister – Straßenrennen (U23)
- Schwedischer Meister – Einzelzeitfahren (U23)

2014
- eine Etappe (EZF) und Gesamtwertung Étoile de Bessèges

2016
- Schwedische Meisterschaft – Einzelzeitfahren

2017
- Schwedischer Meister – Einzelzeitfahren

2018
- Schwedischer Meister – Einzelzeitfahren

2019
- Schwedischer Meister – Einzelzeitfahren

## Erfolge – Mountainbike
2008
- Schwedischer Meister – Einzelzeitfahren (Junioren)
- Schwedischer Meister – Cross Country (Junioren)
- Schwedischer Meister – Team Relay mit Emil Lindgren und Anders Ljungberg

2009
- Europameister – Team Relay mit Emil Lindgren, Matthias Wengelin und Alexandra Engen

## Grand-Tour-Platzierungen
| Grand Tour            | 2013 | 2014 | 2015 | 2016 | 2017 | 2018 | 2019 | 2020 | 2021 | 2022 |
| --------------------- | ---- | ---- | ---- | ---- | ---- | ---- | ---- | ---- | ---- | ---- |
| Giro d’ItaliaGiro     | 111  | DNF  | 83   | 51   | 85   | –    | 82   | –    | –    | 102  |
| Tour de FranceTour    | –    | –    | –    | –    | –    | 74   | –    | –    | –    | –    |
| Vuelta a EspañaVuelta | –    | 62   | –    | 52   | 59   | –    | 44   | –    | 99   | –    |